# Rolf Lislevand
Rolf Lislevand est un luthiste et théorbiste né à Oslo le 30 décembre 1961. Il a commencé par étudier la guitare classique à l'Académie de musique d'État de Norvège, avant d'intégrer la Schola Cantorum de Bâle en Suisse, école comportant un important département de musique ancienne et où il étudie le luth et le théorbe avec Eugène Dombois et Hopkinson Smith.
En 1991, il participe à l'enregistrement sonore de Tous les matins du monde, film d'Alain Corneau sur la vie de Jean de Sainte-Colombe et Marin Marais.
Lors d'un séjour en Italie, il forme un ensemble spécialisé dans la musique italienne de la première moitié du XVIe siècle avec lequel il enregistre un disque entièrement consacré au compositeur italien Kapsberger. Ce disque remporte un Diapason d'or de l'année 1994, et le titre de Meilleur disque de musique instrumentale d'avant 1650 lui est attribué par le MIDEM la même année.
Il a depuis enregistré d'autres disques de musique baroque avec son ensemble Kapsberger : Encuentro, Codex et Alfabeto, et a collaboré avec de nombreux musiciens et formations baroques (Hespérion XXI avec Jordi Savall, Montserrat Figueras...).

## Discographie sélective
Albums solo
- 1993: Johannes Hieronymus Kapsberger - Libro Quarto D'Intavolatura Di Chitarone (Astrée Auvidis)
- 1996: Antonio Vivaldi - L'Oeuvre Complet Pour Luth - The Complete Works For Lute (Astrée Auvidis)
- 1997: Gaspar Sanz / Antonio de Santa Cruz - Encuentro (Astrée Naïve)
- 2000: Santiago de Murcia Codex (Astrée Auvidis), avec l’ Ensemble Kapsberger
- 2000: Johann Sebastian Bach - Intavolatura (Astrée Naïve)
- 2001: Giovanni Paolo Foscarini - Alphabeto (Astrée Naïve), avec l’Ensemble Kapsberger
- 2003: La Belle Homicide (Astrée Naïve)
- 2005: Jul I Gammel Tid (Kirkelig Kulturverksted)
- 2006: Nuove Musiche (ECM New Series)
- 2006: Antonio Vivaldi - Musica Per Mandolino E Liuto (Naïve)
- 2009: Diminuito (ECM New Series, Universal Music Classical)
- 2015: Scaramanzia (Naïve)
- 2015: Tourdion (Inner Ear), avec le Bjergsted Jazz Ensemble
- 2016: La Mascarade (ECM New Series)

En collaboration
- 1991: Claudio Monteverdi - Arie E Lamenti (Astrée Auvidis), avec Montserrat Figueras, Ton Koopman, et Andrew Lawrence-King
- 1993: Tarquinio Merula - Arie E Lamenti (Astrée Auvidis), avec Montserrat Figueras, Jean-Pierre Canihac, Ton Koopman, Andrew Lawrence-King, Lorenz Duftschmid, et Jordi Savall
- 1998: Corelli / Marais / Martin Y. Coll / Ortiz & Anónimos - La Folia (1490-1701) (Alia Vox), avec Jordi Savall, Michael Behringer, Arianna Savall, Bruno Cocset, Pedro Estevan, et Adela González-Campa
- 2003: José Marín - Tonos Humanos (Alia Vox), avec Montserrat Figueras, Arianna Savall, Pedro Estevan, Adela González-Camp
- 2003: Marin Marais - Pièces De Viole Du Second Livre, 1701 - Hommage À Mons.r De Lully Et Mons.r De Sainte Colombe (Alia Vox), avec Jordi Savall, Pierre Hantaï, Xavier Diaz-Latorre, Philippe Pierlot
- 2003: Monsieur de Sainte Colombe le Fils / Marin Marais - Tonos Humanos (Alia Vox), avec Jordi Savall, Pierre Hantaï, Xavier Díaz-Latorre, Philippe Pierlot, Jean-Pierre Marielle, et Le Parnasse De La Viole (3 CD)
- 2005: Luigi Boccherini - Fandango, Sinfonie & La Musica Notturna Di Madrid (Alia Vox), avec Le Concert Des Nations, Jordi Savall, Bruno Cocset, Manfredo Kraemer, Pablo Valetti, et José De Udaeta
- 2005: Altre Follie (1500 - 1750) (Alia Vox), avec Hespèrion XXI, Jordi Savall, Manfredo Kraemer, Michael Behringer, Mauro Lopes, et Arianna Savall
- 2009: Boccherini, Haydn - Boccherini: Fandango (Guitar Quintet No.4 In D / La Musica Notturna Di Madrid) - Haydn: String Quartets Opp. 3/5 & 74/3  (Sony Classical), avec le Quatuo Carmina et Nina Corti